# Fly to Your Heart
"Fly To Your Heart" é uma canção da cantora norte-americana Selena Gomez, contida na trilha sonora do filme Tinker Bell, com trilha de mesmo nome. Foi lançada como single promocional da trilha em 14 de outubro de 2008. A canção foi escrita por Michelle Tumes, com auxílio de produção por John Fields e arranjos e condução por Stephen Lu.

## Composição
"Fly to Your Heart" foi escrita por Michelle Tumes, com John Fields produzindo-a e John Fields na condução dos arranjos. A canção é influênciada pela música pop e o teen pop. "Fly to Your Heart" é definida no compasso de tempo comum, com uma dança no ritmo moderado de 60 batidas por minuto. A canção foi escrita na tonalidade de E maior, com a voz de Selena abrangendo os nós dos tons de E3 a C♯5. "Fly to Your Heart" segue uma seqüência básica de G♯3–D5–Mi5–Si5 em versos e E3–Fá♯–Mi–Si–Si M–Dó♯7 no coro.

## Vídeo musical
O vídeo estreou no dia 14 de outubro de 2008 no Disney Channel. Na história, Selena aparece em um jardim totalmente florido, Gomez com um vestido rosa por cima e uma legging, Tinker Bell e suas amigas voam em torno de Selena e algumas vezes usam o pó mágico para a mesma flutuar, além de imagens do filme aparecem ao longo do vídeo.